# Rani ki vav
Rani ki vav (Có nghĩa là Giếng của Nữ hoàng) là một tổ hợp kiến trúc giếng bậc thang phức tạp nằm ở thị trấn Patan, tiểu bang Gujarat, Ấn Độ. Nó được xây dựng như một đài tưởng niệm thế kỷ 11 của vua Bhima I của Triều đại Chaulukya dành cho người vợ yêu dấu của mình là nữ hoàng Udayamati. Công trình được thêm vào danh sách Di sản thế giới của UNESCO vào ngày 22 tháng 6 năm 2014. Giếng nước bậc thang là hình thức lưu trữ nước dưới lòng đất đặc biệt ở tiểu lục địa Ấn Độ được xây dựng từ thiên niên kỷ thứ 3 TCN và Rani ki vav là một trong số những công trình giếng nước nổi tiếng nhất. Nó được xây dựng theo kiến trúc phức hợp Maru-Gurjara như một ngôi đền đảo ngược với bảy tầng và hơn 500 tác phẩm điêu khắc chính.

## Lịch sử
Công trình được xây dựng trong thời cai trị của Triều đại Chaulukya. Rani ki vav được các nhà khảo cổ học tin rằng, nó được xây dựng bởi con trai của Mularaja của Vương triều Bhimdev I (1022-1063 TCN) và hoàn thành bởi nữ hoàng Udayamati và Karandev I sau khi ông qua đời. Một tài liệu tham khảo về việc này là trong tác phẩm Prabandha-Chintamani của nhà sư Kỳ Na giáo Merunga Suri viết năm 1304. Giếng nước Nữ hoàng được xây sau thời giếng nước Mặt Trăng Chand Baori.
Do thiết kế đặc biệt của nó nên phần lớn ngôi đền sau đó đã bị ngập trong phù sa và nước sông Saraswati qua hàng trăm năm cho đến cuối những năm 1980, khi nó đã được khai quật bởi các nhà khảo cổ học của Ấn Độ. Sau một thời gian khôi phục, những nét chạm khắc tinh xảo và kiến trúc của công trình với những hình khắc được tìm thấy hầu như vẫn trong tình trạng nguyên sơ.

## Kiến trúc
Rani ki vav được thiết kế theo lối kiến trúc ngầm độc đáo Với chiều dài 64 mét, rộng 20 và sâu 27 mét hướng về phía đông. Nó có tổng cộng 7 tầng ngầm khiến nó là một trong những công trình có cấu trúc lớn nhất và lộng lẫy nhất về loại hình này. Bên trong là hơn 500 bức phù điêu được chạm khắc tinh xảo phản ánh kỹ thuật chạm khắc điêu luyện, đỉnh cao của những người thợ thủ công lúc bấy giờ. Trong đống đổ nát, một giếng nước hình trụ có đường kính 30 mét và sâu 10 mét vẫn đứng đó là một ví dụ tuyệt vời của thiết kế xây dựng thời kỳ này. Xung quanh các bức tường trong giếng là các bức phù điêu tinh xảo. Hầu hết các tác phẩm điêu khắc trong lòng giếng thể hiện sự sùng kính đối với thần Vishnu và hình ảnh tượng trưng của Kalki, Rama, Mahisasurmardini, Narsinh, Vaman, Varahi. Ở phía tây của giếng là bức tường được xây dựng bằng gạch và đá. Ở tầng cuối cùng trong số 7 tầng của ngôi đền có một cánh cổng nhỏ mở ra một lối đi bí mật dài hơn 30 km dẫn thẳng tới thị trấn Sidhpur, gần Patan. Lối đi này được thiết kế như một lối thoát dành cho vua chúa trong trường hợp thất thủ. Hiện đường hầm bí mật này đang bị vùi lấp bởi bùn đất và đá sỏi.
Với thiết kế đền ngược, bắt đầu ở mặt đất, dẫn xuống các tầng dưới để xuống tới giếng bên dưới. Ban đầu, công trình được xây dựng khá đơn giản, nhưng đã bổ sung thêm các vị thần đá chạm khắc, có lẽ để làm sáng tỏ những khái niệm cổ xưa về sự thiêng liêng của nước đối với tinh thần, xã hội.

## Hình ảnh

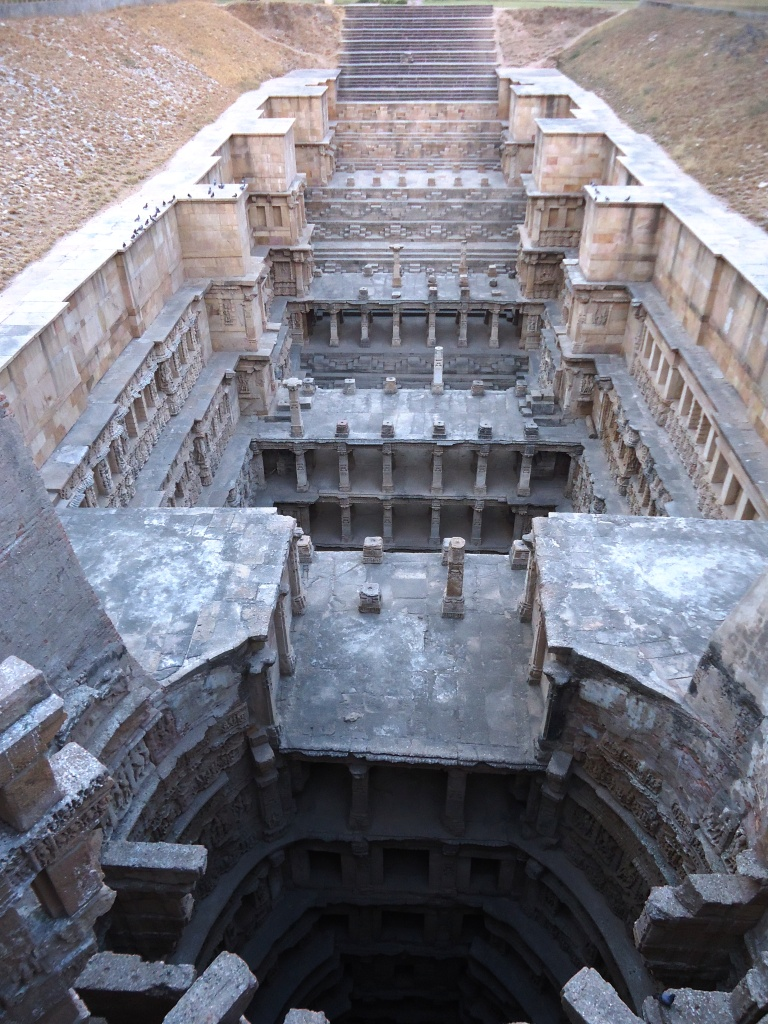
Rani ki vav nhìn từ trên xuống
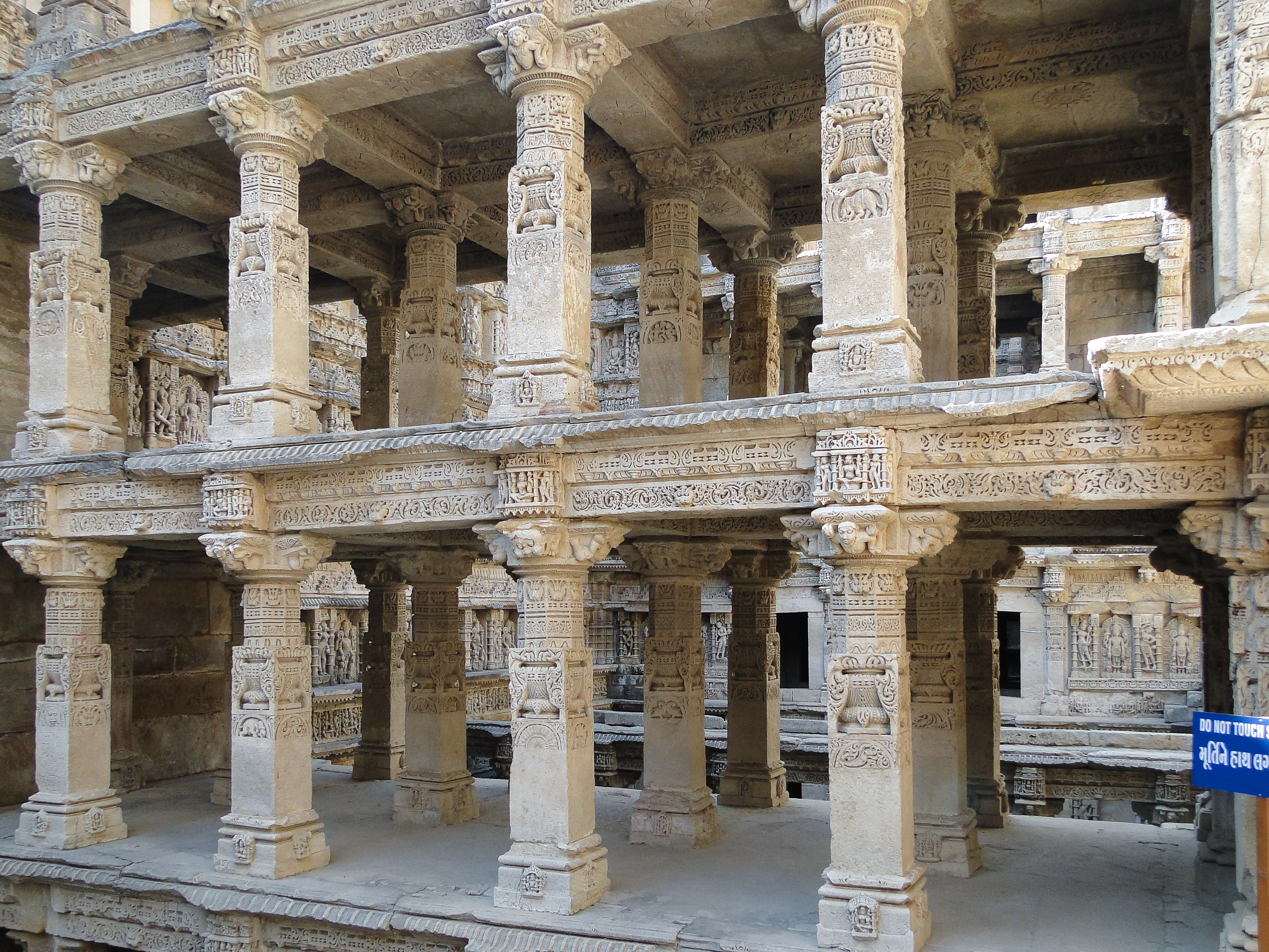
Các cột trụ được cham khắc ở các tầng